# アルマミ・トゥーレ
アルマミ・トゥーレ（Almamy Touré, 1996年4月28日 - ）は、マリ共和国・バマコ出身のサッカー選手。1.FCカイザースラウテルン所属。ポジションはディフェンダー。

## 経歴
2015年2月20日のOGCニース戦でプロデビュー。5月19日にはモナコと新たに4年契約を結んだ。
2019年1月31日、アイントラハト・フランクフルトと4年半契約を結んだ。2023年5月25日、契約満了により退団することが発表された。
2023年11月15日、1.FCカイザースラウテルンに加入した。

## タイトル
アイントラハト・フランクフルト
- UEFAヨーロッパリーグ : 2021-22